# 海事處

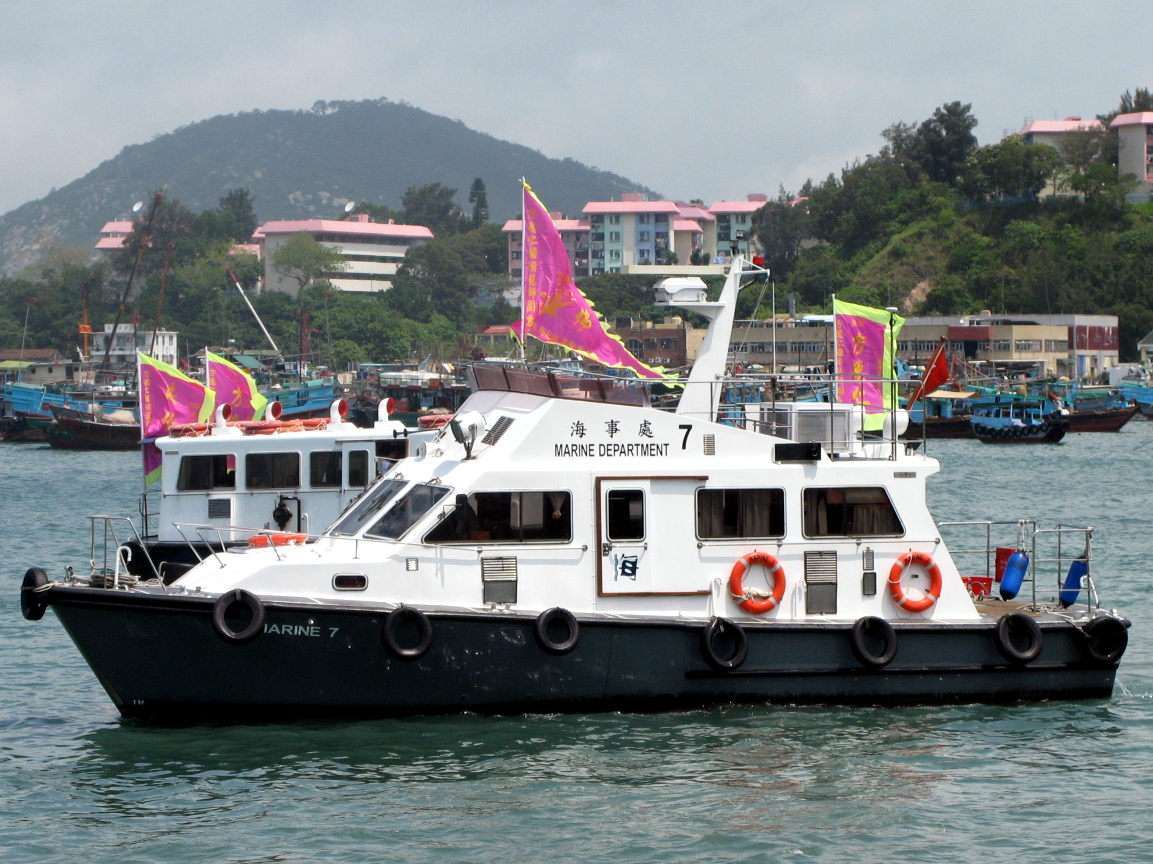
海事處船隻

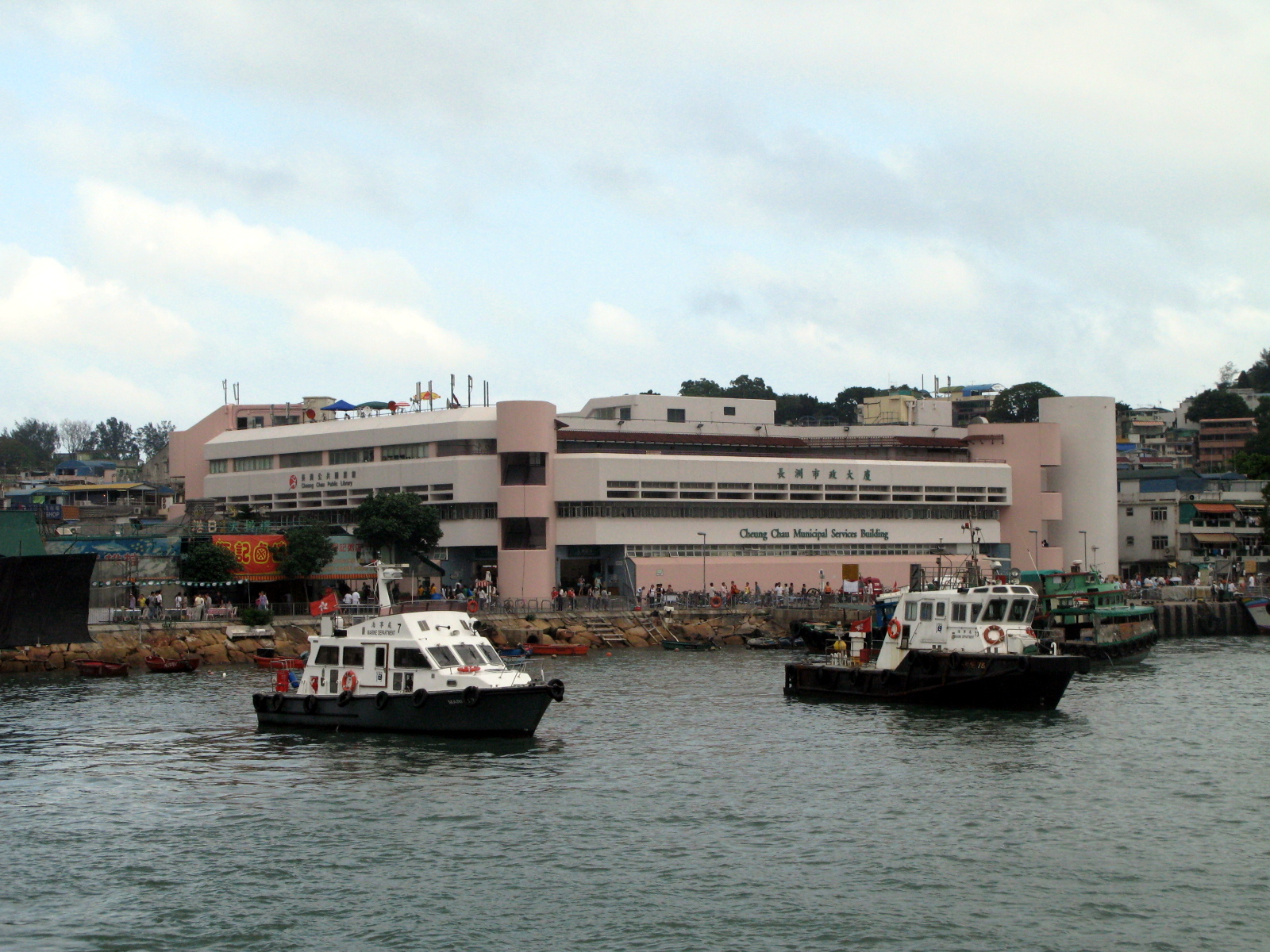
海事處船隻

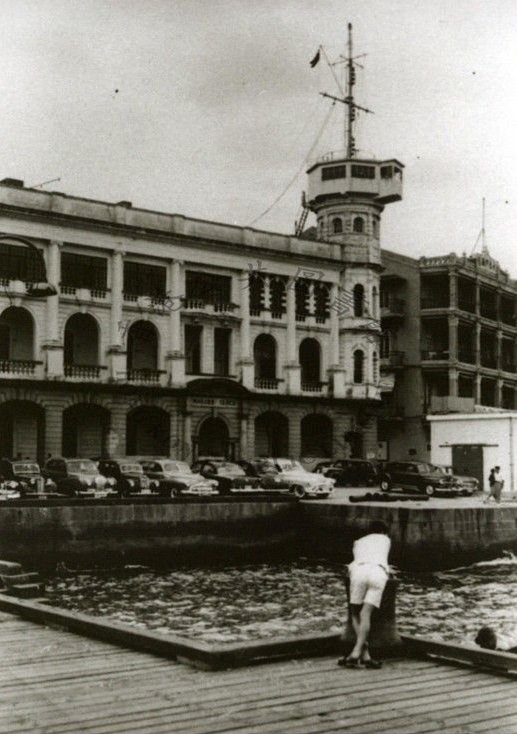
舊日上環的海事處總部大樓

海事處（英語：Marine Department）是香港特別行政區政府運輸及物流局轄下的部門，主要負責香港海域海上安全、港口監管、管理香港船舶註冊、確保香港註冊船舶質素、規管香港海員註冊和聘請等、制訂航運政策、標準及法例、對付油污、收集由船舶產生的垃圾及清理特定漂浮垃圾、協調海上搜救行動、調查在香港海域內發生的海上意外，及保養各香港政府部門船隊等等。

## 歷史
海事處早年稱為港務處（英語：Harbour Department，又名船政署），於1841年成立。
1887年，船政署成立出入口管理處，主要負責整理出入口統計數據和監管進出口的鴉片的事務。
1899年，船政署改稱船政廳。於1909年頒佈《酒精飲品條例》後，成立船政廳緝私隊，負責向飲用酒及煙草徵稅，其後新增加車用燃油、化妝品及藥用酒精等，即香港海關前身。
1929年，隨著民用航空的需求增加以及啟德機場的落成，船政廳亦開始管理香港空域，並更名為船政廳暨航空事務處，直至1946年5月1日分拆出民航處為止。
1948年1月，船政廳更名為海事處。
海事處原隸屬經濟發展及勞工局，2007年7月1日決策局重組後，後者被劃入新成立的運輸及房屋局。2022年7月1日，運輸及房屋局分拆，改為隸屬運輸及物流局。

### 大改革
2013年4月19日，南丫島附近撞船事故調查委員會向香港政府提交相關的調查報告，長達238頁。同年4月30日，行政長官梁振英公布南丫島附近撞船事故調查委員會報告，指出報告詳細地分析了撞船成因、船隻快速下沉及嚴重傷亡的原因；以及海事處長期以來處理船隻的監管存有嚴重問題，他表示今屆政府定必會嚴肅對待，汲取教訓，作出改進。他表示已經指令了運輸及房屋局及海事處採納報告的內容，及全面執行，以改善香港的海上安全。如果事件涉及官員人為錯失及行為失當，香港政府將會嚴加處理，包括進行紀律聆訊。同日，運輸及房屋局局長張炳良宣布成立海事處制度改革督導委員會‧由他擔任主席，領導兩名成員，後來宣佈被委任者分別為前申訴專員戴婉瑩和藝術發展諮詢委員會委員顧爾言，分別任期兩年。他表示，香港政府將會從中汲取教訓，特別重視報告中有關海事處制度的漏洞及不足；委員會將會全面檢討海事處的制度，包括管理、發牌規管、執法及巡查等事務，並且推出改革方案及時間表。此外，他表示已經獲得公務員事務局同意，派遣一名首長級乙級官員出任海事處副處長，協助海事處處長處理海事處改革事務，另外再由兩名海事處助理處長協助。而海事處亦會邀請國際專家給予意見，以加強其改革力度。海事處處長廖漢波表示海事處將會配合全面改革，包括成立執行小組統籌檢查事務。委員會由運輸及房屋局長張炳良領導，會督導海事處長全面檢查及徹底改革海事處，並制訂落實改革方案的時間表。
2013年5月21日，海事處制度改革督導委員會舉行首次會議，確定委員會的職權範圍，包括三點，第一為參照南丫島附近撞船事故調查委員會報告書的建議，就規管乘客安全及檢驗香港船隻方面進行全面檢討，擬訂詳細的改革方案，並且監督方案落實；第二為檢討及重整海事處管理層的運作流程、操作程序及監督結構，以強化部門的內部管治；最後為制訂策略解決部門人才不足的情況，並且制訂培訓方案。爾後，委員會每兩週均會舉行會議一次。海事處制度改革督導委員會的事務分為兩個階段進行，首階段將會視察海事處各部門，以了解工序及流程，希望能夠在4至6個月內就改進現行程序及措施提交建議，並且加以落實，其後再對海事處的深層改革進行檢討。
2014年1月8日，立法會人事編制小組委員會通過支持為海事處開設一個任期兩年多的首長級職位，以領導海事處改革制度及修訂《海事法例》，以提升香港海上安全。

## 制服
海事督察職系、助理船務主任職系和海事監督職系一般穿著白色襯衫，配深藍色長褲。另外設有橙色及白色海上工作服、深藍色毛衣和長袖黑色風褸。
- 海事督察職系和海事監督職系的均需要在各款制服上衣配帶肩章。

| 職級                                                  | 肩章                                                                                                   | 備註                      |
| ----------------------------------------------------- | --- | ------------------------- |
| 二級海事督察 （Marine Inspector II）                  | 繡有一個金色「五塊花瓣的洋紫荊花」、 一個金色「禾花包圍海事處標誌」和 1條粗金色條紋                    | 海事督察職系入職職級      |
| 一級海事督察 （Marine Inspector I）                   | 繡有一個金色「五塊花瓣的洋紫荊花」、 一個金色「禾花包圍海事處標誌」和 2條粗金色條紋                    | 二級海事督察晉升職級      |
| 高級助理船務主任 （Senior Assistant Shipping Master） | 沒有肩章                                                                                               | 一級海事督察晉升職級 便服 |
| 助理海事監督 （Assistant Marine Controller）          | 繡有一個金色「五塊花瓣的洋紫荊花」、 一個金色「禾花包圍海事處標誌」和 2條粗金色條紋加中間1條幼金色條紋 | 海事監督職系入職職級      |
| 海事監督 （Marine Controller）                        | 沒有肩章                                                                                               | 助理海事監督晉升職級 便服 |
| 助理海事主任 （Assistant Marine Officer）(新增職位）  | 沒有肩章                                                                                               | 海事主任職系入職職級 便服 |
| 海事主任 （Marine Officer）                           | 沒有肩章                                                                                               | 便服                      |
| 高級海事主任 （Senior Marine Officer）                | 沒有肩章                                                                                               | 便服                      |
| 首席海事主任 （Principal Marine Officer）             | 沒有肩章                                                                                               | 便服                      |

## 歷任處長
1. 喬烈（1961年－1967年）
2. 梅禮彬（1967年－1972年）
3. 苗學禮（1991年10月－1993年3月）
4. 戴毅彬（1995年3月－1998年3月5日）
5. 崔崇堯（1998年3月6日－2006年3月5日）
6. 譚百樂（2006年3月6日－2011年11月1日）
7. 廖漢波（2011年11月2日－2014年2月26日）
8. 黃偉綸（2014年2月27日－2015年8月31日）
9. 鄭美施（2015年9月15日－2019年4月30日）
10. 王天予 (2019年5月14日－2021年1年31日）
11. 袁小惠 (2021年3月2日-2024年3月1日)
12. 王世發(2024年3月2日-2025年6月21日)
13. 林瑞萍(2025年6月22日-)(署理)

## 相關參見
- 香港警務處
  - 水警總區
- 香港海關
- 入境事務處
- 香港海上救援協調中心

## 外部連結
- 香港特別行政區政府 海事處 （页面存档备份，存于）